# Galaxer i mina braxer, sa Kapten Zoom
Uppslagsordet Kapten Zoom leder hit. Se även Captain Zoom.
Galaxer i mina braxer, sa Kapten Zoom är ett svenskt barnprogram från 1976 i fem avsnitt producerade av Sveriges Television och ingick i Halv fem.
Kapten Zoom spelades av Anders Linder och han har under början av 2000-talet återkommit i samma roll i nya TV-serier, sommarlovsmorgonprogrammen Vintergatan 5a, Vintergatan 5b, Tillbaka till Vintergatan och Vid vintergatans slut.
Programmet är en av titlarna i boken Tusen svenska klassiker (2009).

## Handling
Serien handlar om den superhjälteliknande rymdvarelsen Kapten Zoom, spelad av Anders Linder, som kommer till jorden för att undersöka människorna. Där "etablerar han specialkontakt" med Liselott Blom från Bollunda, spelad av Anna Roll. De två har även gjort manus och musik till programmet. Musik från serien utgavs samma år på skiva av Oktoberförlaget (OSLP 512).
I det första avsnittet undersöker Kapten Zoom bland annat vart bajset tar vägen, varpå han besöker ett reningsverk. TV-serien beskriver vårt postindustriella samhälle med fenomen som handel, företagande, miljöförstöring och demokrati.

## Utgivning
Serien utgavs 2009 på DVD av Pan Vision.